# Pavías

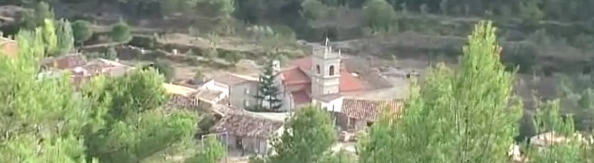

Pavías, en castillan et officiellement (Pavies en valencien), est une commune d'Espagne de la province de Castellón dans la Communauté valencienne. Elle est située dans la comarque de l'Alto Palancia et dans la zone à prédominance linguistique castillane.

## Géographie

Localisation de Pavías
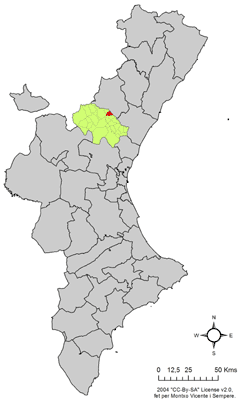
dans la Communauté valencienne.
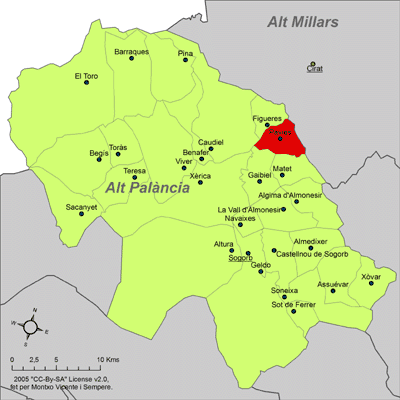
dans la comarque de l'Alto Palancia.